# Agapovka
Agapovka, in russo Агаповка?, è una località dell'oblast' di Čeljabinsk, capoluogo dell'Agapovskij rajon. Si trova sulla riva sinistra dell'Ural, 256 km a sud-ovest di Čeljabinsk. È stata fondata nel 1902.